# مارتين شريين
مارتين شريين (8 سبتمبر 1995 ببانسكا بيستريتسا في سلوفاكيا - ) هو لاعب كرة قدم سلوفاكي في مركز الوسط. شارك مع منتخب سلوفاكيا تحت 19 سنة لكرة القدم ومنتخب سلوفاكيا تحت 21 سنة لكرة القدم. أما مع النوادي، فقد لعب مع زبرويوفكا برنو وفيكتوريا بلزن ودوكلا بانسكا بيستريتسا ‏ وSK Dynamo České Budějovice ‏.

## وصلات خارجية
- مارتين شريين على موقع الاتحاد الأوربي (الإنجليزية)
- مارتين شريين على موقع قاعدة بيانات كرة القدم.إي يو (الإنجليزية)
- مارتين شريين على موقع ناشيونال فوتبول تيمز (الإنجليزية)
- مارتين شريين على موقع Soccerway.com (الإنجليزية)